# Cris Guterres
Cris Guterres é uma jornalista e apresentadora brasileira. Profissionalmente, exerce os cargos de colunista da Universa UOL, apresentadora do programa Estação Livre da TV Cultura, host e produtora do podcast de entretenimento Meteora Podcast, que foi considerado pelo Youpix e pelo The Intercept como um dos podcasts mais relevantes do ano de 2019. À frente do Estação Livre, Cris protagoniza um programa cujo objetivo é valorizar a cultura negra. Em 2020, entrou para a lista Forbes Black Creator.

## Biografia
Cristiane Guterres é formada em jornalismo e com MBA em Liderança pela Fundação Getulio Vargas.

### Vida pessoal
Cris Guterres adotou oficialmente seu filho durante a pandemia de COVID-19, após ser madrinha afetiva do jovem.